# Jüri Pootsmann

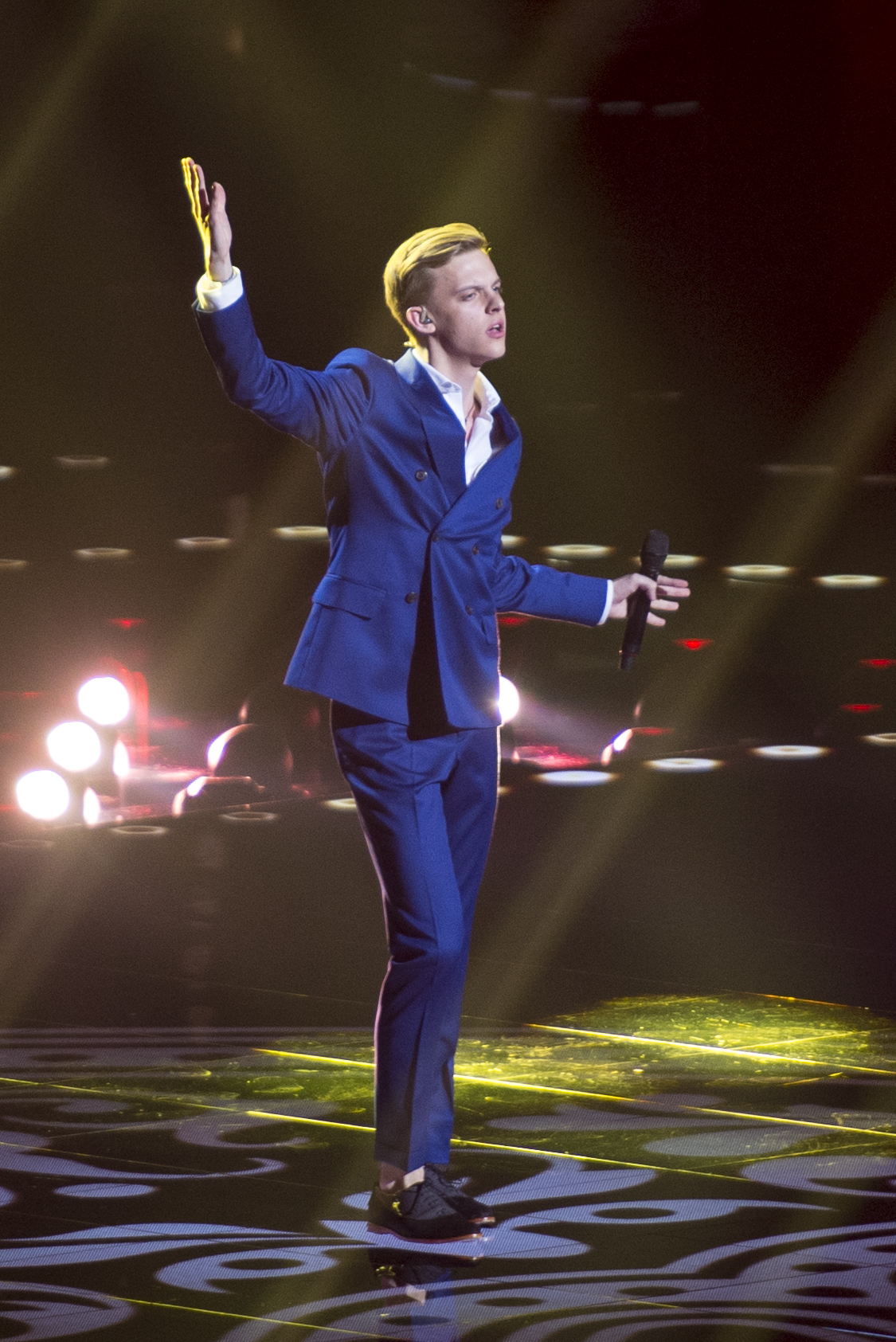
Jüri Pootsmann durante su actuación en el festival de Eurovision 2016, con la canción «Play».

Jüri Pootsmann (Raikküla, Estonia, 1 de julio de 1994) es un cantante estonio de pop y rock alternativo. Fue ganador de Estonia busca una superestrella, la versión estonia del programa American Idol en 2015, lo que le ayudó a consolidar su fama en su carrera musical. Además, fue ganador en marzo de 2016 del concurso Eesti Laul, organizado por la televisión pública para elegir al representante del país en Eurovisión, ganando así el derecho de representar a Estonia en el Festival de la Canción de Eurovisión en 2016, celebrado en Estocolmo (Suecia), con la canción «Play» («Reproducir»).
Se ha convertido en uno de los cantantes revelación en su país, habiendo tenido una importante presencia y varias nominaciones en los Premios de la Música Estonia (EMA), además de entrar en los puestos más altos de listas de ventas con temas como «Aga Siis», «Play» o «Torm». Posee un contrato firmado con Universal Music Group. 
Se sintió atraído por la música desde su infancia, durante la cual cantaba en un coro, si bien nunca llegó a ser solista, teniendo que cantar siempre acompañado de chicas dado su grave tono de voz. El cantante descubrió sus capacidades vocales durante un intercambio estudiantil en Dinamarca. Por esta misma razón, es capaz de hablar en danés de forma fluida.

## Festival de la Canción de Eurovisión 2016
Fue el sucesor de la candidatura de Elina Born y Stig Rästa con «Goodbye to Yesterday» («Adiós al ayer»). Precisamente, este último es, junto a Fred Krieger y Vallo Kikas, compositor de la canción seleccionada.
La canción seleccionada fue «Play» («Reproducir»), que habla sobre una historia de amor. Actuó en el Globen Arena de la capital sueca el 10 de mayo de 2016, no logrando el suficiente apoyo de los jurados profesionales y el televoto para clasificarse a la final. Más tarde, se reveló que había quedado en 18.º puesto (último) de 18 participantes en la semifinal, con 24 puntos.

## Colaboraciones
Después del lanzamiento de varios singles e incluso su propio álbum, Jüri ha realizado una colaboración con Cartoon. "I Remember U", resultado de ésta, llegó a mantenerse varias semanas en las listas de más vendidos en Estonia, además de recibir una gran acogida tanto dentro como fuera del país.

## Discografía
Singles
- «Torm (2015)»
- «Aga Siis (2015)»
- «Play» (2016)
- «I Remember U» (2016) (Cartoon ft. Jüri Pootsmann)
- «Nii Või Naa» (2016)
- «Jagatud Saladus» feat. Elina Born (2018)

Álbumes
- Jüri Pootsmann (2015)
- Täna (2016)